# For Lies I Sire
For Lies I Sire — десятый студийный альбом британской дум-метал группы My Dying Bride, выпущенный 23 марта 2009 года на лейбле Peaceville Records. Этот диск стал первой работой коллектива, увидевшей свет после длительного перерыва в творчестве. Альбом достиг двадцать четвёртой строчки в финских альбомных чартах.

## Об альбоме
На характер композиций, представленных на альбоме, отчасти повлияла смена состава группы: её покинула клавишница Сара Стэнтон, игравшая в команде в течение пяти лет, а к коллективу присоединилась скрипачка Кэти Стоун. Поэтому For Lies I Sire стал первым диском My Dying Bride, на котором звучит скрипка, с 1996 года.

### Стиль и отзывы критиков
Музыкальные критики в целом одобрительно оценили альбом. Том Юрек, обозреватель сайта Allmusic.com, поставил ему четыре балла из пяти возможных и особо похвалил вокал Аарона Стейнторпа — по его мнению, фронтмен коллектива на For Lies I Sire поёт хорошо, как никогда. По словам Юрека, «жуткие, медленные, многократно перегруженные» гитарные партии прекрасно сочетаются со скрипкой и клавишными, в результате образуя «блестящее» сочетание дум- и готик-метала с некоторым влиянием готик-рока в отдельных композициях.
Трей Спенсер, штатный критик сайта Sputnikmusic.com, в своей рецензии был более сдержан. По его мнению, альбом «достоин прослушивания», но «никаких особых сюрпризов он не содержит», и слушатель «постоянно ждёт какой-то кульминации, которая так и не наступает». Впрочем, Спенсер также заметил, что «в музыкальном плане это лучший материал, который группа выпускала за последнее время» и особо отметил качественные скрипичные партии.

## Список композиций
1. My Body, a Funeral
2. Fall With Me
3. The Lies I Sire
4. Bring Me Victory
5. Echoes From a Hollow Soul
6. ShadowHaunt
7. Santuario di Sangue
8. A Chapter in Loathing
9. Death Triumphant

## Участники записи
- Аарон Стейнторп — вокал
- Эндрю Крэйган — электрогитара
- Хэмиш Гленкросс — гитара
- Лена Абе — бас-гитара
- Кэти Стоун — клавишные, скрипка
- Дэн Маллинс — ударные